# Capul
Capul (Bayan ng Capul) är en kommun i Filippinerna. Kommunen ligger på ön Samar, och tillhör provinsen Norra Samar. Folkmängden uppgår till 10 619 invånare.
Capul är indelat i 12 barangayer.